# Bürgermeisterei Adendorf
Die Bürgermeisterei Adendorf war ein preußischer Verwaltungsbezirk im 19. und 20. Jahrhundert. Er wurde 1816 aus der Mairie Adendorf gebildet und war zunächst eine von fünf Bürgermeistereien im Kreis Rheinbach im Regierungsbezirk Köln. 1927 wurde die Bürgermeisterei in Amt Adendorf umbenannt und 1932 dem Landkreis Bonn zugeordnet. Das Amt Adendorf wurde 1935 in Amt Meckenheim umbenannt und bestand bis zum 31. Juli 1969. Es ging auf in der Stadt Meckenheim und in der Gemeinde Wachtberg.

## Verwaltungsgeschichte

### Mairie Adendorf (1798–1815)

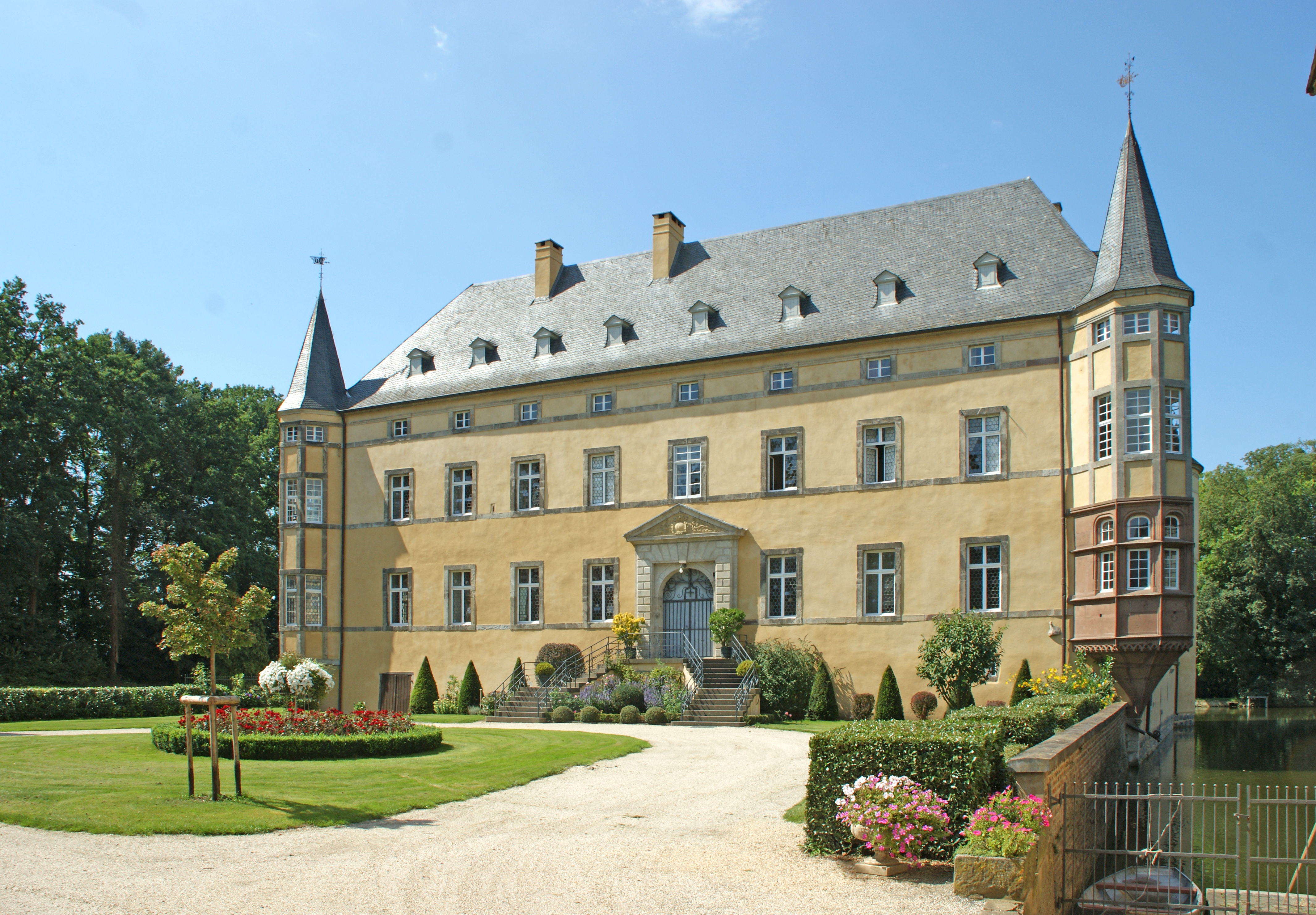
Burg Adendorf

Im Oktober 1794 eroberten die französischen Revolutionstruppen die linksrheinischen Gebiete und führten dort 1798 die französischen Verwaltungsstrukturen ein. Die Ortschaften Adendorf, Groß-Altendorf, Arzdorf, Ersdorf, Fritzdorf, Lüftelberg, Meckenheim und Merl wurden zur Mairie Adendorf zusammengefasst.
Die Mairie gehörte zum Kanton Rheinbach im Arrondissement de Bonn im Rhein-Mosel-Département. Die acht Ortschaften waren bis dato „wirtschaftlich noch historisch jemals miteinander verbunden“.:277
Adendorf war zuvor eine reichsunmittelbare Herrschaft des Hauses von der Leyen, die zuletzt von Philipp von der Leyen (1766–1829) geführt wurde. Zur Herrschaft gehörten der Ort Adendorf mit der Burg Adendorf, dem Grimmersdorferhof, Klein-Villip und der Burg Münchhausen sowie Arzdorf und Eckendorf. Altendorf, Ersdorf und Fritzdorf waren Teile der Grafschaft Neuenahr im Herzogtum Jülich. Meckenheim besaß bis zur Bildung der Mairie Adendorf Stadtrechte und gehörte zum Kurfürstentum Köln.
Im Jahr 1805 wurde der Besitzer des Schlosses Lüftelberg, Max Friedrich Lombeck, Maire. Er war ein Vetter des späteren Maire von Villip, Maximilian Friedrich von Vorst–Lombeck, genannt Gudenau nach der Burg Gudenau. Auf Max Friedrich Lombeck folgte von 1809 bis 1814 Franz Kaufmann als Maire von Adendorf. Kaufmann arbeitete auch für den von Joseph Görres von 1814 bis 1816 in Koblenz herausgegebenen Rheinischen Merkur.

### Bürgermeisterei Adendorf (1816–1927)
Um nach dem Zurückdrängen der französischen Truppen aus den linksrheinischen Gebieten eine geordnete Verwaltungstätigkeit aufrechtzuerhalten, beschloss der preußische Generalgouverneur Justus Gruner am 25. Februar 1814, die französische Verwaltungsstruktur vorläufig bestehen zu lassen. Lediglich die französischen Amtsbezeichnungen wurden verbindlich in das Deutsche übersetzt. So hieß der Maire jetzt Bürgermeister. Auf der Grundlage der Beschlüsse des Wiener Kongresses (1815) wurde das Rhein-Mosel-Département und mit ihm die Bürgermeisterei Adendorf dem Königreich Preußen zugeschlagen. Das Verwaltungsgebiet war mit dem der Mairie Adendorf identisch und gehörte zum Kreis Rheinbach, der aus dem französischen Kanton Rheinbach hervorgegangen war. Die Kantone im Rhein-Mosel-Département waren vorübergehend Teil der preußischen Provinz Großherzogtum Niederrhein, aus der 1815 die Provinz Kleve Berg bzw. Provinz Jülich-Kleve-Berg und 1822 die Rheinprovinz entstanden. Mittelinstanz war der Regierungsbezirk Köln, der am 22. April 1816 die Arbeit aufnahm.
Die Verwaltungsgeschäfte der Bürgermeisterei wurden mit Ausnahme einer kurzen Anfangszeit von Meckenheim aus geführt. Bürgermeister des Amtes waren u. a. Andreas Wachendorf (um 1815), der Gutsbesitzer Johann Josef Wülfing aus Meckenheim (1815–1833), Christian Thiesen (bis 1883) und Christian Hartstein (1883–1917). Während der langjährigen Amtszeit von Christian Hartstein wurde im Jahr 1892 das Rathaus in Meckenheim errichtet.

### Amt Adendorf (1927–1934)
Ende 1927 wurden gemäß dem Gesetz über die Regelung verschiedener Punkte des Gemeindeverfassungsrechts alle Landbürgermeistereien in der Rheinprovinz in Ämter umbenannt. Aus der Bürgermeisterei Adendorf wurde das Amt Adendorf. Die Landgemeinde Meckenheim wurde 1929 Landgemeinde Stadt Meckenheim. Am 1. Oktober 1932 wurde der Kreis Rheinbach aufgelöst und die Gemeinden des Amtes Adendorf kamen zum Landkreis Bonn.

### Amt Meckenheim (1935–1969)
Im Jahr 1935 wurde das Amt Adendorf umbenannt in Amt Meckenheim. Bürgermeister waren u. a. Dr. Max Müller (1933–1936), kommissarisch Willy Linden (1936/37), Matthias Mayer (1937–1945), Heinrich Wilky (1945–1946) und Hörnig (um 1958).
Die acht selbstständigen Gemeinden des Amtes Meckenheim wurden zum 1. August 1969 aufgrund des Gesetzes zur kommunalen Neugliederung des Raumes Bonn („Bonn-Gesetz“) aufgeteilt.
Die Stadtgemeinde Meckenheim und die Gemeinden Altendorf, Ersdorf, Lüftelberg und Merl wurden zusammengeschlossen zur Stadt Meckenheim. Die Gemeinden Adendorf mit Klein-Villip, Arzdorf und Fritzdorf bildeten zusammen mit den zehn Gemeinden des Amtes Villip die Gemeinde Wachtberg im Rhein-Sieg-Kreis.

## Statistisches
Die Bürgermeisterei Adendorf war rund 50 km² groß, davon wurden im Jahr 1885 66 % als Ackerland genutzt, 7 % als Weideland und 22 % waren Waldfläche.
Im Verwaltungsbezirk befanden sich im Jahr 1830 neben der Stadt Meckenheim acht Dörfer, vier Höfe, neun Kirchen und Kapellen sowie 674 Wohnhäuser, sieben Mühlen und 1.323 Scheunen und Ställe. 1885 gab es 1.021 Wohnhäuser.
| Jahr | Einwohner | Wohnhäuser |
| ---- | --------- | ---------- |
| 1808 | 3.202     | 573        |
| 1816 | 3.479     |            |
| 1825 | 3.665     |            |
| 1828 | 3.786     | 674        |
| 1885 | 5.159     | 1.021      |
| 1925 | 5.247     |            |
| 1933 | 5.273     |            |
| 1939 | 5.243     |            |

Die Bevölkerung war sehr katholisch geprägt. Der Anteil der katholischen Bevölkerung betrug im Jahr 1885 96,7 %.